# Seollal
Seollal (설날) är Koreas nyår och är en av de viktigaste högtiderna på året. Seollal firas både i Nord- och Sydkorea. 
Det firas under tre dagar med start dagen innan Seollal och med slut dagen efter. Datumet för nyårsdagen är olika varje år. 2021 är det 12 februari. 
Vid Seollal reser många tillbaka till sina hemstäder för att träffa sina föräldrar och släktingar. Eftersom halva Sydkoreas befolkning lever i eller omkring huvudstaden Seoul blir motorvägarna väldigt trafikerade vid den här tiden på året. 
På nyårsdagen klär man sig i traditionella kläder som Seolbim (설빔) och Hanbok (한복) och håller ritualen Jesa (제사) där man ställer fram mat och ber sina förfäder att vaka över familjen. Familjen samlas också för Sebae (세배) då de yngre i familjen bugar för de äldre och barnen får kuvert med pengar.
Man kan även förkorta namnet till Seol (설).